# Giulio Coli
Giulio Coli (Pesaro, 8 ottobre 1899 – 9 settembre 1975) è stato un politico italiano.

## Biografia

### Attività politica
Nato a Pesaro nel 1899, di professione avvocato e iscritto alla Democrazia Cristiana, fu il primo sindaco di Pesaro all'indomani della liberazione, nominato il 3 settembre 1944.
Fu membro della Consulta nazionale (1945-1946) durante gli anni della transizione, e venne eletto alla Camera dei deputati alle politiche del 1948.